# Caroline Allard
 (novembre 2018).
Pour les articles homonymes, voir Allard.
Caroline Allard, née le 26 septembre 1971 à Saint-Roch-de-l'Achigan, est une romancière et scénariste québécoise.

## Biographie
Elle est l'autrice des Chroniques d'une mère indigne, un blog d’abord, puis un roman et une websérie sur la maternité et la vie de famille.
Elle a également fait paraître Univers coiffure (2012), un roman humoristique, et La Reine Et-Que-Ça-Saute (2014), un ouvrage de littérature d'enfance et de jeunesse.
En 2013, elle signe le scénario de l'album de bande dessinée Les Chroniques d'une fille indigne.

## Œuvres

### Romans
- Les Chroniques d'une mère indigne 1 : Une vie sale parsemée de couches bien remplies, à moins que ce ne soit l'inverse ?, Éditions du Septentrion, 2007 ; réédition, Paris, Porc-éPic, 2009  (ISBN 978-2-84736-420-0)
- Les Chroniques d'une mère indigne 2 : Décapons le quotidien, une couche à la fois , Éditions Point par Point, 2009
- Universel coiffure, Éditions Coups de tête, 2012

### Littérature d'enfance et de jeunesse
- La Reine Et-Que-Ça-Saute, Éditions Fonfon, 2014

### Bande dessinée
- Les Chroniques d'une fille indigne : J'ai des parents de base, Hamac, 2013

### Autres publications
- Pour en finir avec le sexe, Hamac, 2011

### Scénario de web série
- 2009-2010 : Les Chroniques d'une mère indigne, web-série québécoise en 26 épisodes de 2 à 6 minutes